# Jesus skall komma på himmelens sky
Jesus skall komma på himmelens sky är en sång med text och musik av officeren i Frälsningsarmén Kaleb Johnson.

## Publicerad i
- Frälsningsarméns sångbok 1990 som nr 625 under rubriken "Framtiden och hoppet".
- Sångboken 1998 som nr 67.